# USS Boarfish (SS-327)
USS Boarfish (SS-327) là một  tàu ngầm lớp Balao từng phục vụ cùng Hải quân Hoa Kỳ trong Chiến tranh Thế giới thứ hai. Nó là chiếc tàu chiến duy nhất của Hải quân Hoa Kỳ được đặt cái tên này, theo tên họ Cá thoi. Nó đã phục vụ trong Thế Chiến II, thực hiện được bốn chuyến tuần tra và đánh chìm được một tàu buôn Nhật Bản tải trọng 6.968 tấn. Sau khi xung đột chấm dứt, nó tiếp tục phục vụ trong giai đoạn Chiến tranh Lạnh cho đến năm 1948, khi được chuyển cho Thổ Nhĩ Kỳ và tiếp tục hoạt động như là chiếc TCG Sakarya (S-332). Con tàu cuối cùng được hoàn trả cho Hoa Kỳ vào năm 1974 và bị tháo dỡ sau đó. Boarfish được tặng thưởng một Ngôi sao Chiến trận do thành tích phục vụ trong Thế Chiến II.

## Thiết kế và chế tạo
Thiết kế của lớp Balao được cải tiến dựa trên  tàu ngầm lớp Gato dẫn trước, là một kiểu tàu ngầm hạm đội có tốc độ trên mặt nước cao, tầm hoạt động xa và vũ khí mạnh để tháp tùng hạm đội chiến trận. Khác biệt chính so với lớp Gato là ở cấu trúc lườn chịu áp lực bên trong dày hơn, và sử dụng thép có độ đàn hồi cao (HTS: High-Tensile Steel), cho phép lặn sâu hơn đến 400 ft (120 m). Con tàu dài 311 ft 9 in (95,02 m) và có trọng lượng choán nước 1.526 tấn Anh (1.550 t) khi nổi và 2.424 tấn Anh (2.463 t) khi lặn. Chúng trang bị động cơ diesel dẫn động máy phát điện để cung cấp điện năng cho bốn động cơ điện, đạt được công suất 5.400 shp (4.000 kW) khi nổi và 2.740 shp (2.040 kW) khi lặn, cho phép đạt tốc độ tối đa 20,25 hải lý trên giờ (37,50 km/h) và 8,75 hải lý trên giờ (16,21 km/h) tương ứng. Tầm xa hoạt động là 11.000 hải lý (20.000 km) khi đi trên mặt nước ở tốc độ 10 hải lý trên giờ (19 km/h) và có thể hoạt động kéo dài đến 75 ngày.
Tương tự như lớp Gato dẫn trước, lớp Balao được trang bị mười ống phóng ngư lôi 21 in (530 mm), gồm sáu ống trước mũi và bốn ống phía phía đuôi tàu, chúng mang theo tối đa 24 quả ngư lôi. Vũ khí trên boong tàu gồm một hải pháo 4 inch/50 caliber, một khẩu pháo phòng không Bofors 40 mm nòng đơn và một khẩu đội Oerlikon 20 mm nòng đôi, kèm theo hai súng máy .50 caliber. Trên tháp chỉ huy, ngoài hai kính tiềm vọng, nó còn trang bị ăn-ten radar SD phòng không và SJ dò tìm mặt biển. Tiện nghi cho thủy thủ đoàn bao gồm điều hòa không khí, thực phẩm trữ lạnh, máy lọc nước, máy giặt và giường ngủ cho hầu hết mọi người, giúp họ chịu đựng cái nóng nhiệt đới tại Thái Bình Dương cùng những chuyến tuần tra kéo dài đến hai tháng rưỡi.
Boarfish được đặt lườn tại xưởng tàu của hãng Electric Boat Company ở Groton, Connecticut vào ngày 12 tháng 8, 1943. Nó được hạ thủy vào ngày 21 tháng 5, 1944, được đỡ đầu bởi cô Barbara Walsh, con gái Thượng nghị sĩ Arthur Walsh của bang New Jersey, và được cho nhập biên chế cùng Hải quân Hoa Kỳ vào ngày 23 tháng 9, 1944 dưới quyền chỉ huy của Hạm trưởng, Trung tá Hải quân Royce Lawrence Gross.

## Lịch sử hoạt động

### USSBoarfish
Sau khi hoàn tất việc chạy thử máy huấn luyện tại vùng biển ngoài khơi New England, Boarfish chuẩn bị để được điều động sang khu vực Mặt trận Thái Bình Dương. Nó khởi hành từ Căn cứ Tàu ngầm Hải quân New London tại New London, Connecticut vào ngày 29 tháng 10, 1944, băng qua kênh đào Panama vào ngày 21 tháng 11 và đi đến Trân Châu Cảng vào ngày 2 tháng 12. Nó được sửa chữa và huấn luyện tại vùng biển quần đảo Hawaii trong ba tuần lễ tiếp theo.

#### Chuyến tuần tra thứ nhất
Khởi hành từ Trân Châu Cảng vào ngày 24 tháng 12 cho chuyến tuần tra đầu tiên tại khu vực biển Đông, Boarfish được tiếp thêm nhiên liệu tại Saipan thuộc quần đảo Mariana trước khi tiếp tục chuyến tuần tra vào ngày 5 tháng 1, 1945. Tại bờ biển Đông Dương thuộc Pháp vào ngày 21 tháng 1, nó phát hiện qua radar một đoàn năm hoặc sáu tàu vận tải nhỏ. Nó đã ba lần tiếp cận đối thủ và phóng tổng cộng 16 quả ngư lôi tấn côg, nhưng tất cả đều đi bên dưới mục tiêu. Đến ngày 31 tháng 1, nó phát hiện hai tàu buôn được hộ tống qua radar, nhưng bị tàu hộ tống đối phương phát hiện truy đuổi. Nó tiếp tục theo dõi đoàn tàu, rồi phóng ngư lôi tấn công từ độ sâu kính tiềm vọng, đánh chìm được chiếc Enki Maru (6.968 tấn) và khiến Taietsu Maru (6.890 tấn) bị hư hại nặng và phải tự mắc cạn gần bờ; Taietsu Maru cuối cùng bị máy bay ném bom Không lực 14 phá hủy. Chiếc tàu ngầm kết thúc chuyến tuần tra khi quay trở về căn cứ Fremantle, Australia vào ngày 15 tháng 2, và được tái trang bị cặp bên mạn tàu tiếp liệu khu trục Euryale (AS-22).

#### Chuyến tuần tra thứ hai
Rời Fremantle vào ngày 11 tháng 3 cho chuyến tuần tra thứ hai tại khu vực biển Đông, Boarfish đã hai lần đụng độ và tấn công các đoàn tàu vận tải nhưng đều bị tàu hộ tống đối phương ngăn chặn. Nó tiến hành hai lượt trinh sát dọc bờ biển Đông Dương thuộc Pháp trước khi quay trở về căn cứ vịnh Subic, Philippines vào ngày 21 tháng 4, và được tái trang bị cặp bên mạn tàu tiếp liệu khu trục Anthedon (AS-24).

#### Chuyến tuần tra thứ ba
Trong chuyến tuần tra thứ ba từ ngày 16 tháng 5 đến ngày 8 tháng 6 tại khu vực biển Java, Boarfish bắt gặp một thuyền hai cột buồm vào ngày 27 tháng 5, nhưng đã trả tự do con tàu khi không tìm thấy vũ khí hay binh lính trên tàu. Hai ngày sau, nó tấn công một đoàn ba tàu vận tải được hai tàu hộ tống với một loạt bốn quả ngư lôi, nhưng chỉ ghi nhận một tiếng nổ và bị tàu đối phương truy đuổi. Chiếc tàu ngầm lặn xuống để né tránh, nhưng bị mắc cạn tại đáy biển ở độ sâu 216 foot (66 m), làm hỏng vòm sonar và khiến đối phương phát hiện vị trí ẩn náu. Sau khi chịu đựng tám quả mìn sâu thả xuống, chiếc tàu ngầm rút lui khỏi khu vực, nhưng trục chân vịt mạn trái bị hư hại nặng do va chạm xuống đáy biển buộc nó phải quay trở về Fremantle để sửa chữa và bảo trì cặp bên mạn tàu tiếp liệu khu trục Clytie (AS-26).

#### Chuyến tuần tra thứ tư
Khởi hành từ Fremantle vào ngày 5 tháng 7 cho chuyến tuần tra thứ tư tại vùng biển Java ngoài khơi Java và bờ biển phía Bắc Bali, Boarfish hoạt động trong thành phần một đội tấn công phối hợp "Bầy sói" vốn bao gồm các tàu ngầm Blenny (SS-324) và Chub (SS-329). Hó không tìm thấy mục tiêu nào phù hợp mà lại nhiều lần đụng độ máy bay tuần tra đối phương, một chiếc đã thả mìn sâu tấn công Boarfish vào ngày 8 tháng 7. Đến ngày 29 tháng 7, nó chuyển sang nhiệm vụ tìm kiếm và giải cứu hỗ trợ một chiến dịch ném bom xuống Singapore, rồi tiếp tục hoạt động ngoài khơi bờ biển bán đảo Malay cho đến ngày 6 tháng 8, khi nó lên đường quay trở về căn cứ vịnh Subic, đến nơi bốn ngày sau đó. Chiếc tàu ngầm đang được bảo trì và tái trang bị cặp bên mạn tàu tiếp liệu khu trục Howard W. Gilmore (AS-16) khi Nhật Bản chấp nhận đầu hàng vào ngày 15 tháng 8, giúp chấm dứt vĩnh viễn cuộc xung đột.

### 1946 – 1948
Cùng Howard W. Gilmore và 17 tàu ngầm khác, Boarfish rời vịnh Subic vào ngày 30 tháng 8; nó tách khỏi đoàn tàu vào ngày 5 tháng 9 để đi vào Apra Harbor, Guam, và ở lại khu vực này cho đến ngày 17 tháng 11 để thực hành và huấn luyện. Chiếc tàu ngầm đi đến Trân Châu Cảng trong hành trình quay trở về Hoa Kỳ, về đến căn cứ San Diego, California vào đầu tháng 2, 1946.
Sau khi hoạt động tại chỗ từ căn cứ San Diego, Boarfish khởi hành vào ngày 9 tháng 9, cho một chuyến viếng thăm khu vực Tây Thái Bình Dương. Sau một chặng dừng ngắn tại Trân Châu Cảng, nó tiếp tục hành trình vào ngày 1 tháng 10, ghé đến Midway; đảo Marcus; Okinawa; Thanh Đảo, Trung Quốc; và Guam trước khi bắt đầu hành trình quay trở về Hoa Kỳ vào ngày 11 tháng 11, quay về cảng nhà San Diego. Sau đó nó còn có một chuyến đi đến Trân Châu Cảng vào tháng 2, 1947. Từ ngày 30 tháng 7, 1947, chiếc tàu ngầm được đặt làm soái hạm cho Đội Đặc nhiệm 17.3 để tham gia Chiến dịch Blue Nose, một hoạt động tham hiểm bằng tàu ngầm ngoài vòng Bắc Cực đồng thời thử nghiệm hoạt động sonar bên dưới cánh đồng băng tại khu vực eo biển Bering.
Đi vào Xưởng hải quân Mare Island tại Vallejo, California vào ngày 15 tháng 11, 1947, Boarfish được đại tu trước khi chuyển giao cho Thổ Nhĩ Kỳ. Nó lên đường vào ngày 21 tháng 2, 1948, đi ngang qua San Diego, Panama, New London, Malta và Argostoli, Hy Lạp để đến Izmir, Thổ Nhĩ Kỳ. Boarfish được cho xuất biên chế vào ngày 23 tháng 5, 1948 và được chuyển giao cho Thổ Nhĩ Kỳ cùng ngày hôm đó. Tên nó được cho rút khỏi danh sách Đăng bạ Hải quân vào ngày 23 tháng 8, 1948.

### TCGSakarya(S 332)
Con tàu nhập biên chế cùng Hải quân Thổ Nhĩ Kỳ như là chiếc TCG Sakarya (S 332), trở thành chiếc tàu ngầm Thổ Nhĩ Kỳ thứ hai được đặt theo trận Sakarya vào năm 1921 trong khuôn khổ cuộc Chiến tranh Hy Lạp-Thổ Nhĩ Kỳ. Nó phục vụ trong giai đoạn từ ngày 23 tháng 8, 1948 đến ngày 12 tháng 12, 1973, rồi trên danh nghĩa được hoàn trả cho Hoa Kỳ vào ngày 1 tháng 1, 1974, nhưng trong thực tế lại phục vụ như chỗ nghỉ dành cho thủy thủ đoàn của tàu ngầm TCG Atılay (S-347).

## Phần thưởng
Boarfish được tặng thưởng một Ngôi sao Chiến trận do thành tích phục vụ trong Thế Chiến II. Nó được ghi công đã đánh chìm một tàu buôn Nhật Bản tải trọng 6.968 tấn.
|  |             |  |
|  | Bronze star |  |

| Dãi băng Hoạt động Tác chiến  |                                                                         |                                      |
| Huân chương Chiến dịch Hoa Kỳ | Huân chương Chiến dịch Châu Á-Thái Bình Dương với 1 Ngôi sao Chiến trận | Huân chương Chiến thắng Thế Chiến II |